# Cholm-Žirkovskij
Cholm-Žirkovskij (in russo Холм-Жирковский?) è un insediamento di tipo urbano dell'oblast' di Smolensk, in Russia; è il centro amministrativo del distretto Cholm-Žirkovskij.
Si trova 130 km a nord-est di Smolensk e circa 300 km a ovest di Mosca.